# تشارلز كاردويل مكابي
تشارلز كاردويل مكابي (بالإنجليزية: Charles Caldwell McCabe)‏ هو أسقف وقسيس أمريكي، ولد في 11 أكتوبر 1836 في أثينس في الولايات المتحدة، وتوفي في 19 ديسمبر 1906.